# کلرمانت (مینه‌سوتا)
کلرمانت، مینه‌سوتا (به انگلیسی: Claremont, Minnesota) یک شهر در ایالات متحده آمریکا است که در مینه‌سوتا واقع شده‌است.

## خصوصیات
کلرمانت ۲٫۹۸ کیلومترمربع مساحت و ۵۴۸ نفر جمعیت دارد و ۳۹۲ متر بالاتر از سطح دریا واقع شده‌است.